# Суслов Павло Володимирович
Павло́ Володи́мирович Су́слов — солдат Збройних сил України, учасник російсько-української війни.

## З життєпису
При виконанні патрулювання зазнав поранення. Жовтнем 2014 року Костопільська міська рада своїм рішенням надала йому земельну ділянку для будівництва по вулиці Степанській.

## Нагороди
29 вересня 2014 року — за особисту мужність і героїзм, виявлені у захисті державного суверенітету та територіальної цілісності України, вірність військовій присязі під час російсько-української війни, відзначений — нагороджений орденом «За мужність» III ступеня.